# Johan Christian von Bahr
Johan Christian von Bahr, född 15 april 1682 i Stralsund, död 6 november 1745, var en svensk ämbetsman och politiker.
Bahr var son till stadsmajoren i Stralsund Henrik Bahr, vilken 1719 adlades von Bahr. Han blev extraordinarie kanlist vid tyska expeditionen 1711 och var notarie i kommissionen till Skaraborgs, Älvsborgs samt Göteborgs och Bohus län under ledning av  Gustaf Cronhielm 1711–12 samt i kommissionen i Karlskrona 1713. 15 oktober 1714 blev han kanslist i tyska expeditionen och tjänstgjorde i fältkansliet 1715–18. Han var notarie i kommissionen över Görtz 5 januari 1719 vilket blev av stor vikt för genombrottet i karriären och utnämndes till presidentsekreterare 6 juni samma år. Han uppmärksammades tidigt av Arvid Horn och användes redan 1720 för att dechiffrera de hemligaste depescherna. 9 juni 1719 blev von Bahr sekreterare i kommissionen över upphandlingsdeputationen, satt 1723 i sekreta utskottet och blev 11 mars 1724 sekreterare i kanslikollegium. 10 oktober blev han kansliråd och var medlem i sundhetskommissionen 1739–41. I riksdagen tillhörde han mössornas inre krets och stod som många av de ledande i partiet i nära förbindelser med den ryske ministern, och var även en av dem som mottog betalning för sina tjänster. Von Bahr åtnjöt en årlig pension från Ryssland om 1.000 plåtar. Sedan Gustaf Johan Gyllenstierna häktats för förräderi, blev situationen för von Bahr svår att upprätthålla, och han fann sig tvingad att begära avsked. Vid riksdagen 1742 försökte han förgäves återfå sitt ämbete.